# Alan Weiss
Alan Weiss (New York, 1950) is een Amerikaans pianist.
Zijn eerste instrument was de klassieke gitaar. Daarbij kon hij rekenen op de steun en het 
advies van Maestro Andrés Segovia wiens unieke inspiratie onuitwisbare sporen naliet op de muzikale ontwikkeling van Alan Weiss.
Piano studeerde hij met beroemde pedagogen en virtuozen zoals David Saperton (leraar van Cherkassky), 
Kätchen, Bolet en Firkusny onder wiens leiding hij het 'Doctor of Musical Arts' behaalde aan de beroemde Juilliard School of Music.
In 1978 werd Alan Weiss laureaat van de Koningin Elisabethwedstrijd, het begin van zijn internationale carrière en zijn verblijf in België. 
Talloze concerten en recitals volgden in Groot-Brittannië, Europa, het Verre Oosten en in de Verenigde Staten.
Als kamermusicus trad hij op met Rudolf Firkusny, Martha Argerich, Mischa Maisky, Ivry Gitlis, Alexander Rabinovitch, Pina Carmirelli, Elmar Oliveira, Thomas Zehetmaier, Chantal Juillet, Rafaël Oleg en Mirel Iancovici.
Zijn opnames als solist en kamermusicus verschenen op bekende labels zoals Pavane, Vox, Phonic, Fidelio, Deutsche Grammophon en Sony.
Ook als pianopedagoog verwierf Alan Weiss faam. Hij geeft momenteel les aan het Conservatorium van Utrecht, het Lemmensinstituut in Leuven en aan de Internationale Muziekkapel Koningin Elisabeth. 
Daarbovenop gaf hij meestercursussen in Frankrijk, België en de VS en nodigde Martha Argerich hem uit op haar muziekfestivals in Japan en Argentinië.
- Bibliothèque nationale de France: cb14238420b (data)
- Gemeinsame Normdatei: 135193931
- International Standard Name Identifier: 0000 0000 8159 8753
- Library of Congress Control Number: nr91036415
- MusicBrainz: b3af6739-7913-421c-8e28-1493722c609c
- Nationale Bibliotheek van Tsjechië: jo2016898215
- Virtual International Authority File: 80022533
- WorldCat: E39PBJm4Wcr8Xvkdq7tMQVb8G3